# Rubén Bascuñán
Rubén Bascuñán, mit vollständigem Namen Rubén Eduardo Bascuñán Riveros, (* 23. Februar 1982 in Santiago de Chile) ist ein ehemaliger chilenischer Fußballspieler.

## Karriere

### Verein
Rubén Bascuñán schaffte 2000 beim CSD Colo-Colo zwar den Sprung aus der Jugend zu den Profis, konnte sich dort aber nie durchsetzen. So spielte er überwiegend bei Vereinen aus unteren Ligen wie Deportes Colchagua, Provincial Osorno oder Deportes Temuco. 2005 wechselte Bascuñán zu Everton und spielte wieder in der Primera División. 2006 zog er zu Deportes Antofagasta weiter, bei denen er, nach einer weiteren Station bei Unión Española 2007 und 2008, seine Karriere 2011 beendete. Nach seiner aktiven Karriere arbeitet Bascuñán als Fitness- und Co-Trainer. Seit Februar 2023 ist er als Co-Trainer bei Colo-Colo aktiv.

### Nationalmannschaft
Durch seine überzeugenden Leistungen bei Provincial Osorno wurde Rubén Bascuñán für die U-23-Nationalmannschaft bei der Qualifikation zu den Olympischen Spielen 2004 in Athen nominiert. Chile qualifizierte sich aber nicht, auch wenn La Roja die Gruppe A souverän gewann. Beim 2:2-Unentschieden in der Finalphase gegen den späteren Olympiasieger Argentinien schoss Bascuñán in der 5. Spielminute das erste Tor.